# 夜の国のクーパー
『夜の国のクーパー』は伊坂幸太郎による日本の小説。2012年5月30日に東京創元社より発行された。
伊坂幸太郎の10冊目の書き下ろし長編小説である。

## あらすじ
「ちょっと待ってほしいのだが」私はトムという名の猫に話しかけた。猫に喋りかけていること自体、眩暈を覚える思いだったが致し方ない。前には猫がおり、自分は身動きが取れず、しかもその猫が私に理解できる言葉を発しているのは事実なのだ。目を覚ましたら見覚えのない土地の草叢で、蔓で縛られ、身動きが取れなくなっていた。仰向けの胸には灰色の猫が座っていて、「ちょっと話を聞いてほしいんだけど」と声を出すから、驚きが頭を突き抜けた。「僕の住む国では、ばたばたといろんなことが起きた。戦争が終わったんだ」

## 主な登場人物
作中に出てくる名前の多くは、大江健三郎の『同時代ゲーム』に由来している。

### 主人公
トム
灰色と白の入り混じった毛を持つ6歳（人間でいうと40歳くらい）の雄猫。
住む国が戦争に負け、敵国の兵士が王都にやってくるところを目撃する。
彼の主観で語られる章は、冒頭に座った猫のシルエットが描かれる。
私
株取引と釣りが趣味の40歳の男性。仙台の役所で働く公務員で、地域振興部に所属している。
妻に浮気をされ、自暴自棄になって小舟で海釣りに出かけるも嵐にあって転覆してしまう。
彼の主観で語られる章は、冒頭に直立した人間のシルエットが描かれる。
ぼく
15歳の少年。ある年、鵬砲とともにクーパーの兵士に選ばれた。
彼の主観で語られる章は、冒頭に歩いている少年のシルエットが描かれる。

### 猫たち
ギャロ
白く艶々した毛を持つ、がさつでせっかちな猫。
クロロ
頑爺のいえに住む、いちばんの物知り猫。
グレ
のんびり屋さんで、灰色の長い毛を持つ猫。
シマ
縞模様の猫。
ブチ
黒毛に斑模様の猫。
ヒメ
瞳が大きく毛並みの長い、ふっくらとした体格の雌猫。人間のことに無関心である。

### 人間たち
冠人
トムの住む国の国王。中肉中背の白髪の40代男性。
町の人間で唯一塀の外に出ることができる。代々王の家系で、国民から絶大な信頼を得ている。
酸人
冠人の息子。国民には尊大に、鉄国の兵士には保身のため卑屈に振る舞う。
国王の息子という立場を利用して傍若無人に振る舞い、面白半分で国民を処刑したりしていた。
弦
ひょろっとした体格の町の青年。
利口ではないが困っている人を助けなければいけない性分で、いつも猫たちに食糧を与える。
美璃
弦の妻。
枇枇
気が強い町の女性。背が高く、女性的な体型をしている。
昔はしおらしかったが、同棲していた恋人がクーパーの兵士に選ばれて今の性格になった。
医医雄
町で唯一の医者。細身で、いつも落ち着いていて論理的に物事を考える。
丸壺
太った町の人間。動きは鈍いが威勢がが良く、知ったかぶりをする。
号豪
体格の良い町の人間。正義感が強い。
菜呂と菜奈
町の野菜売り夫婦。
頑爺
寝たきりの物知りおじいさん。
幼陽
頑爺の孫。クーパーの兵士で唯一町に帰ってきたが、その時の傷が原因で亡くなった。
複眼隊長
クーパーの兵士を率いてクーパーと闘う隊長。たくさんの目が描かれた帽子を被っている。
クーパーの体液を浴びても透明にならない体質である。
10年前の最後の遠征以降、町に帰っていない。
鵬砲
町の外れで牛飼いをしている、体の大きな男性。「ぼく」と一緒にクーパーの兵士に選ばれた。
クーパーの兵士
10年前まで毎年数名ずつ、15歳から25歳の男性から選ばれていた名誉ある兵士。
複眼隊長に連れられてクーパーの退治に向かう。
クーパーを倒すと透明になり、町に危険が及んだときに助けに来てくれると伝えられている。
片目の兵長
鉄国からやってきた兵士のリーダー。がっしりした体格で他の兵士たちより年嵩である。
円形の広場で冠人を射殺した。
鉄国の兵士たち
鉄国からやってきた兵士たち。皆、茶色の服を着て、帽子を被り、顔を迷彩色で塗装している。

### 鼠たち
中心の鼠
町の鼠たちのリーダー。
遠くの鼠
鉄国の兵士が来たときに、馬に乗ってやってきた鼠。
町の鼠たちに猫と言葉が通じることを教えた。

## 書籍情報
- 単行本：東京創元社 （2012年5月30日）、ISBN 978-4488024949
- 文庫本：東京創元社 （2015年3月19日）、ISBN 978-4488464028